# نسوان شرق

برگی از نشریه نسوان شرق

نشریه نسوان شرق نشریه‌ای برای زنان بود که از سال ۱۳۰۵ خورشیدی در بندر انزلی توسط مرضیه ضرابی انتشار یافت.
مرضیه ضرابی صاحب امتیاز نشریه نسوان شرق بود. بر روی جلد روی روزنامهٔ نسوان‌شرق یک کادر کلیشه‌ای دیده می‌شود که از گوشهٔ سمت راست آن خورشید (معارف) پرتو خود را می‌تاباند و در این شعاع، نام نسوان شرق به صورت قوس به چشم می‌خورد و سه شاخه شعاع از زیرحرف (ه. ن. ق) اسم روزنامه به صفحه می‌تابد، میزی با رومیزی زیبا در سمت چپ و گهواره‌ای در سمت راست و زنی ایستاده در وسط که با دستی گهواره و دستی دیگر کره زمین را می‌چرخاند. در داخل کره نوشته شده‌است: «زن با دستی گهواره و با دستی دیگر کُره را حرکت می‌دهد.»
این نشریه نقش موثری در بیداری و تنویر افکار زنان گیلان ایفا نمود. فعالیت‌های فرهنگی وی از سوی قشر خاصی از زنان مورد استقبال قرار گرفت و گروهی از این زنان در روزنامهٔ او قلم می‌زدند که هدف اصلی آنها بیدار کردن همنوعان و جهت دادن به مسیر پیشرفت‌های اجتماعی آنان بود. مرضیه ضرابی زنی نوگرا بود که عملکرد وی و تلاش‌های او به توسعهٔ روند نوگرایی منجر شد.